# Mahuvar
Mahuvar è una suddivisione dell'India, classificata come census town, di 9.715 abitanti, situata nel distretto di Navsari, nello stato federato del Gujarat. In base al numero di abitanti la città rientra nella classe V (da 5.000 a 9.999 persone).

## Geografia fisica
La città è situata a 21° 00' 29 N e 72° 52' 05 E.

## Società

### Evoluzione demografica
Al censimento del 2001 la popolazione di Mahuvar assommava a 9.715 persone, delle quali 5.046 maschi e 4.669 femmine. I bambini di età inferiore o uguale ai sei anni assommavano a 1.041, dei quali 560 maschi e 481 femmine. Infine, coloro che erano in grado di saper almeno leggere e scrivere erano 7.560, dei quali 4.104 maschi e 3.456 femmine.